# Pegula Sports and Entertainment
Pegula Sports & Entertainment (PSE)  — американская спортивная и развлекательная компания, расположенная в Буффало, штат Нью-Йорк. Компания была основана после того, как мультимиллиардер Тэрри Пегула и его семья объединили свои спортивные (команды «Баффало Биллс», «Баффало Сейбрз», «Баффало Бэндитс», «Рочестер Американс» и «Рочестер Найтхокс»), имущественные и развлекательные активы в одну материнскую компанию. Президентом и CEO компании является Ким Пегула.

## Активы

### Спортивные команды
В 2011 году, после ликвидации активов своей газовой компании East Resources, Пегула приобрел «Баффало Сейбрз» и «Баффало Бэндитс» у Тома Голисано и Ларри Куинна, выкупив за 189 млн долл. холдинговую компанию Hockey Western New York, LLC. 17 мая 2011 года за 5 млн долл. был приобретён хоккейный клуб Рочестер Американс из АХЛ у Rochester Sports Group, 24 июня команда стала фарм-клубом «Сейбрз».
В 2014 году Тэрри и Ким Пегула сделали выигрышную заявку на покупку выставленного на продажу после смерти владельца Ральфа Уилсона футбольного клуба «Баффало Биллс», обойдя ставку на преследующую лошадь[что?] предпринимателя Дональда Трампа и союза певца Джона Бон Джови и Maple Leaf Sports & Entertainment. Сделка в 1,4 млрд долл. на тот момент была самой дорогой покупкой команды в истории НФЛ.
В декабре 2017 года PS&E приобрела команду Баффало Бьютс Национальной женской хоккейной лиги, став первым внешним инвестором. Команда вернулась в лигу в 2019 году.
В 2018 году было достигнуто соглашение о покупке осенью 2019 года интеллектуальной собственности «Рочестер Найтхокс» из Национальной лиги лакросса. Владелец Rochester Sports Group Курт Стайрс организовал продажу, поскольку планировал перевести свой персонал и состав в новую команду Галифакс Тандербёрдс, которая должна дебютировать зимой 2020 года. У NLL нет ограничений на владеющих несколькими командами группы владельцев, к тому же «Бэндитс» принадлежат в основном Терри Пегуле, а выросшая в Рочестере Ким будет играть важную роль в жизни «Найтхокс».
В 2021 году Pegula Sports and Entertainment обратилась к городу Буффало и округу Эри с просьбой построить новый стадион вместо стадиона «Хаймарк», либо отремонтировать его за счет государственных средств в 1,1 млрд долл. (часть пакета в 1,5 млрд долл., который также будет включать реконструкцию домашней арены «Сейбрз» Кибэнк-центр). В противном случае были озвучены намёки на перенос «Биллс» в район Остина, что вызвало возмущение из-за достижения командой в прошлом году одного из лучших сезонов в истории команды..

### Медиа
Компания владеет расположенными в Нэшвилле независимым музыкальным лейблом в стиле кантри Black River Entertainment, Black River Publishing и Sound Stage Studio.
Компания контролирует западный нью-йоркский подканал региональной спортивной сети MSG, известный как MSG Western New York. Канал транслирует все региональные игры и контент «Сейбрз», а также контент Баффало Биллс, спортивные шоу местного радио Буффало, избранные игры «Рочестер Американс» и футбольных команд средней школы, а также специальные программы. Канал заменил основной канал MSG в 2016 году во всех кабельных системах западной части штата Нью-Йорка.
PSE also owns PicSix Creative which serves as the company’s in-house marketing, design, production and communications services firm. PicSix also accepts work from outside clients.

### Недвижимость

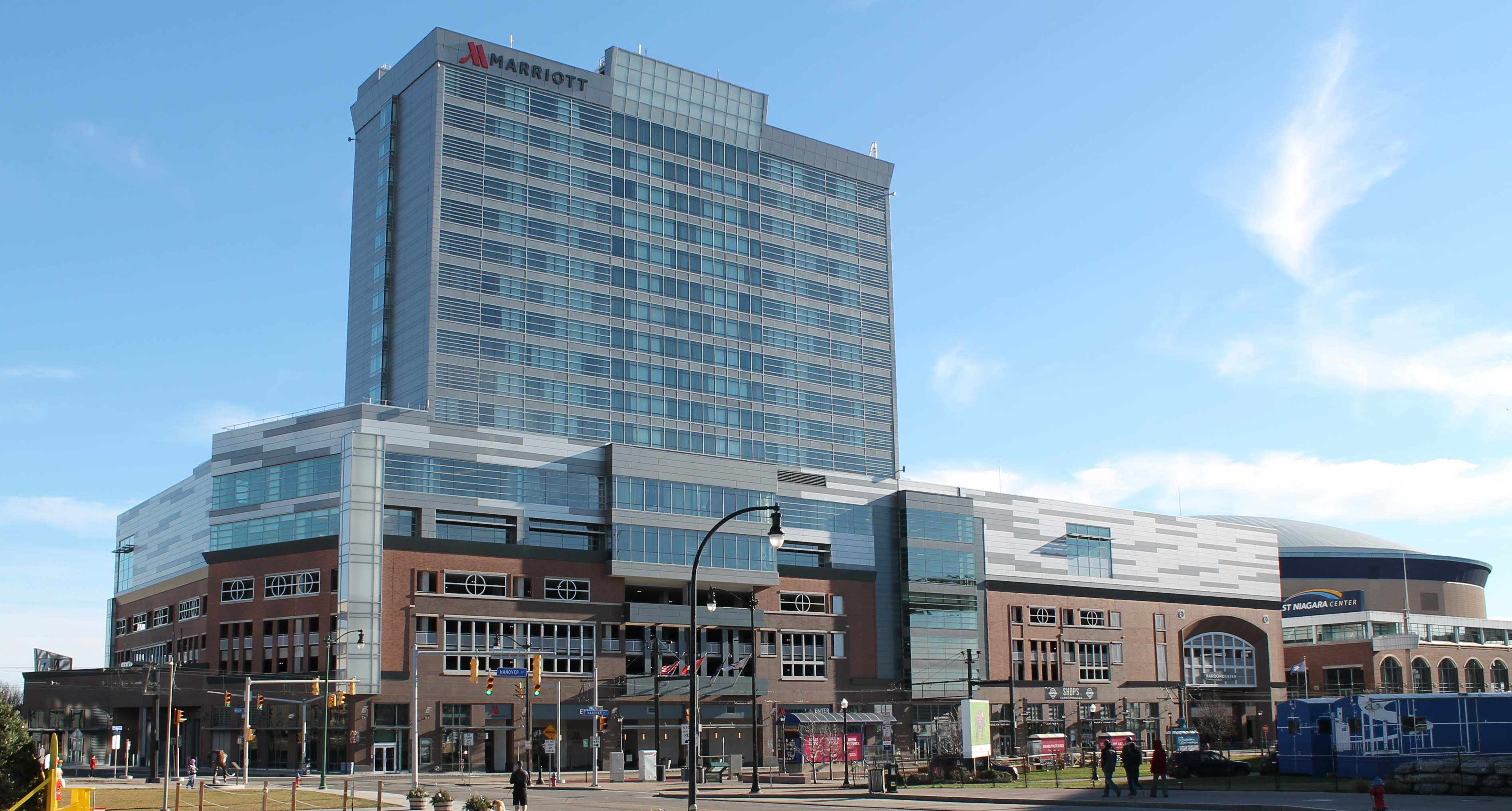
LECOM Harborcenter was built by the Pegulas and opened in 2014

Компания является владельцем и управленцем LECOM Harborcenter — строения с хоккейной тематикой стоимостью 250 млн долл., в котором расположены два катка, большой гараж, магазины и рестораны, в том числе тематический парк «Сейбрс» Тим Хортонс и отель Marriott. Tдание, в основном открытое в ноябре 2014 года с катками, ресторанами и гаражом, было полностью завершено и полностью открыто в августе 2015 года с завершением строительства и открытием отеля и отдела розничной торговли. 10 сентября 2019 года Pegula Sports and Entertainment заключила 10-летнее соглашение о правах на название здания с Колледжем остеопатической медицины Лейк-Эри.
Компания также является менеджером арены центра KeyBank, который подключен к LECOM Harborcenter. В арене была увеличена вместительность до 19 070 мест (намёк на основание «Сейбрз» в 1970 году).
С покупкой «Биллс» PS&E стала владельцем её стадиона «Орчард парк». В отличие от своего предшественника, Pegula продала права на название стадиона компании New Era Cap Company, после расторжения сделки с которой новым партнёром стала Highmark Blue Cross Blue Shield.
25 апреля 2017 года было объявлено, что Labatt USA и PSE заключили партнерство в проекте по превращению принадлежащей Pegula 79 Перри-стрит в районе Булыжника в Буффало в объект смешанного использования, включающий небольшую тестовую пивоварню под названием «Дом Лабатта», ресторан под названием «Черновая комната», а также торговые, коммерческие и жилые помещения. Ресторан, пивоварня и штаб-квартира Labatt в США открылись в ноябре 2018 года, принадлежащий Pegula поставщик хлебобулочных изделий пекарня 55 — в декабре 2018 года, остальная часть здания была завершена в 2019 году. Bakery 55, a Pegula-owned baked goods provider, opened in the Labatt building in December 2018.
13 июля 2018 года компания стала управлять ареной «Рочестер Американс» Блю Кросс Арена.

### Бренды
Компания также контролирует и управляет брендом One Buffalo, который был создан Ким Пегулой после покупки «Биллс».

## Критика
В апреле 2020 году издание The Athletic раскритиковало компанию за массовые увольнения на фоне пандемии COVID-19..